# Peroni
Peroni — пивоваренная компания. Основной бренд в Италии это «Peroni». Но эта пивоваренная компания стала популярна благодаря их светлому лагеру, «Nastro Azzurro», который являлся 13-м по продаже пивом в Великобритании в 2010 году.
В 2016 году, Peroni и несколько других брендов были проданы японской пивоваренной компании Asahi за 2,9 миллиардов долларов.

## История
Пивоваренная компания Peroni была основана в Виджевано в 1846 году. Компания перенеслась в Рим Иоанном Перони в 1864. В конце 19 века и в начале 20 пивоварня стала очень известной в Италии.
В 1990-х годах продукты пивоварни Peroni были распространены и популярны по всему миру. В 2003 году английская пивоварня SABMiller купила пивоварню.

## Бренды
Peroni производит пиво под своими брендами: Crystall; Peroni Gran Riserva; Peroncino; Peroni Leggera; Wuhrer. Главными брендами пивоварни являются Peroni и Nastro Azzurro.

### Peroni
Peroni это оригинальный бренд пивоварни, является самым продаваемым пивом Италии. Изготовлено из ячменного солода, кукурузы, экстракта хмеля.

### Nastro Azzurro
Nastro Azzurro. Пиво в переводе на русский язык означает «Голубая лента» и получило свое название в честь Лайнера Рекс, одержавший победу в Голубой ленте Атлантики.